# Choclair
Choclair, pseudonimo di Kareem Blake (Scarborough, 27 marzo 1975), è un rapper canadese.

## Biografia
Iniziando all'età di 11 anni, Blake ha seguito le orme del proprio fratello. Nel 1995 ha pubblicato il suo album di debutto Twenty One Years con la sua etichetta musicale indipendente, la Kneedeep Records. Ha poi collaborato con Rascalz sulla traccia "Northern Touch" ottenendo poi un contratto con la Virgin Records per il suo secondo album del 1999 intitolato Ice Cold. L'album è diventato Disco d'Oro in 35 giorni, offrendo al pubblico i singoli di successo come "Let's Ride", prodotta da Kardinal Offishall, che hanno segnato il rinascere dell'hip hop in Canada nei tardi anni 1990. Choclair è stato anche per breve sotto contratto con la Priority Records nel 1999, pubblicando poi il singolo "Skunk" dall'album del 2001 Memoirs of Blake Savage con collaborazione di Kurupt del Tha Dogg Pound.
La comunità underground ha salutato Ice Cold come uno degli esponenti di punta del rinascente hip hop canadese, nel giugno del 1998, dopo aver pubblicato undici dischi tra cui le prime pubblicazioni internazionali di Saukrates, Kardinal Offishall, Jully Black, Solitair, Marvel, Tara Chase; ha ottenuto il disco d'oro per uno dei classici dell'hip hop canadese come il brano di Rascalz "Northern Touch", ricevendo anche due Juno Awards ed un MuchMusic Video Award. Choclair ha quindi deciso di potenziare la sua squadra ed iniziare una stretta collaborazione con la Virgin Music Canada.
Choclair a seguito di queste novità lancia la sua etichetta Greenhouse Music, per pubblicare i propri dischi e quelli di altri artisti canadesi in congiunzione con Sextant Records ed EMI Music. Il suo album del 2003 Flagrant è stato il primo disco pubblicato da questa etichetta, nell'estate 2003 la Greenhouse ha poi pubblicato My Demo, collezione di registrazioni underground di un Choclair alle prime armi.

## Discografia
- 1995 – Twenty One Years
- 1997 – What it Takes
- 1999 – Ice Cold
- 2001 – Memoirs of Blake Savage
- 2003 – Flagrant
- 2003 – My Demo
- 2007 – Flagship